# Andrea Benetti
Andrea Benetti, né le 15 janvier 1964 à Bologne, est un peintre, photographe et designer italien.
Il est l'auteur du Manifeste de l'art néo rupestre présenté en 2009, lors de la 53e Biennale de Venise, à l' Université Ca 'Foscari .

## Biographie
En 2006,  il rédige le Manifeste de l'art néo-rupestre, qu'il présente à la 53e Biennale d'art de Venise en 2009,.
Son art fait référence directement et indirectement aux premières formes d'art réalisées par l'homme préhistorique. Aux œuvres rupestres, Benetti a emprunté leurs traits stylistiques à un point de vue créatif, créant des œuvres riches en motifs zoomorphes et anthropomorphes stylisés, des formes géométriques et des formes abstraites, avec des champs de couleur, comme pour créer un pont éthique et philosophique entre la préhistoire et la contemporanéité, soulignée par l'utilisation de pigments végétaux et de techniques comme les bas-reliefs et les graffitis.
Son travail est présent dans les principales collections d'art nationales et étrangères (telles que celles des Nations unies, du Vatican et du Quirinale).

## Principales expositions

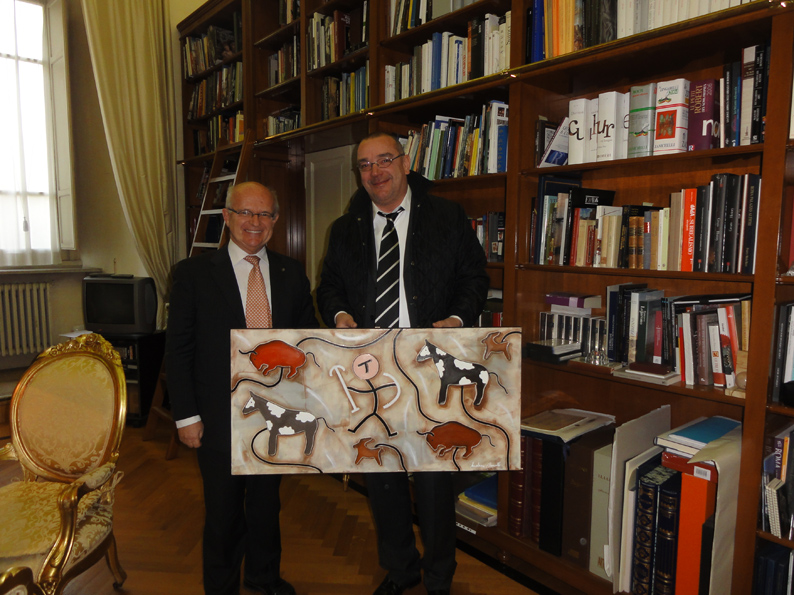
Rome, le 9 mars 2012 - Quirinale, Présidence de la République italienne - Andrea Benetti livre l'œuvre pour acquisition dans la Collection Quirinale Art, au Professeur Louis Godart chargé du Patrimoine Artistique.

- Memory à la mémoire des victimes du 11 septembre (Bologne, Johns Hopkins University, 2008) [5]
- 53. édition de la Biennale de Venise, il Manifesto dell’Arte Neorupestre (Venise, Université Ca’ Foscari, 2009) [6]
- Diorama italiano (Francavilla al Mare, Musée Michetti, 2010) [7]
- Portraits d’Artistes - Ritratti d’autore (Rome, Palazzo Taverna, 2010)[8]
- B.P. Before present (Bologne, Grand Hotel Baglioni, 2011)[9]
- La pittura Neorupestre (Castellana Grotte, Le Grotte di Castellana, 2011) [10]
- Il Simbolismo nella pittura Neorupestre (Syracuse, Galerie civique d'art contemporain, 2012)[11]
- M173 - Tracce apocrife (Rome, Palazzo Taverna, 2012) [12]
- M173 - Tracce apocrife (Bologne, Palazzo Pepoli Campogrande, 2012)[13]
- Couleurs et sons des origines (Bologne, Palazzo D 'Accursio, 2013)[14]
- Dalla roccia alla tela – Il travertino nella pittura Neorupestre (Ascoli Piceno, Palazzo dei Capitani del Popolo, 2014) [15]
- Il colore della luce – opere in bianco (Bologne, Ex Chiesa di S. Maria degli Angeli, 2014)[16]
- VR60768 – anthropomorphic figure (Rome, Chambre des députés, 2015)[17],
- Astrattismo delle origini (Lecce, Castello Carlo V, 2015)[18]
- Signum Crucis (Bologne, Ex Ospedale degli Innocenti, 2016) [19]
- prehistoria contemporanea (Ferrare, Palazzo Turchi di Bagno, Université de Ferrare, 2016) [20]
- Omaggio alla pittura Rupestre (La Spezia, Castello San Giorgio, 2016)[21],[22]
- Pater Luminum (Gallipoli, Musée civique, 2017)
- Visages contre la violence (Bologne, Palazzo D'Accursio, 2017)[23].

## Musées et collections

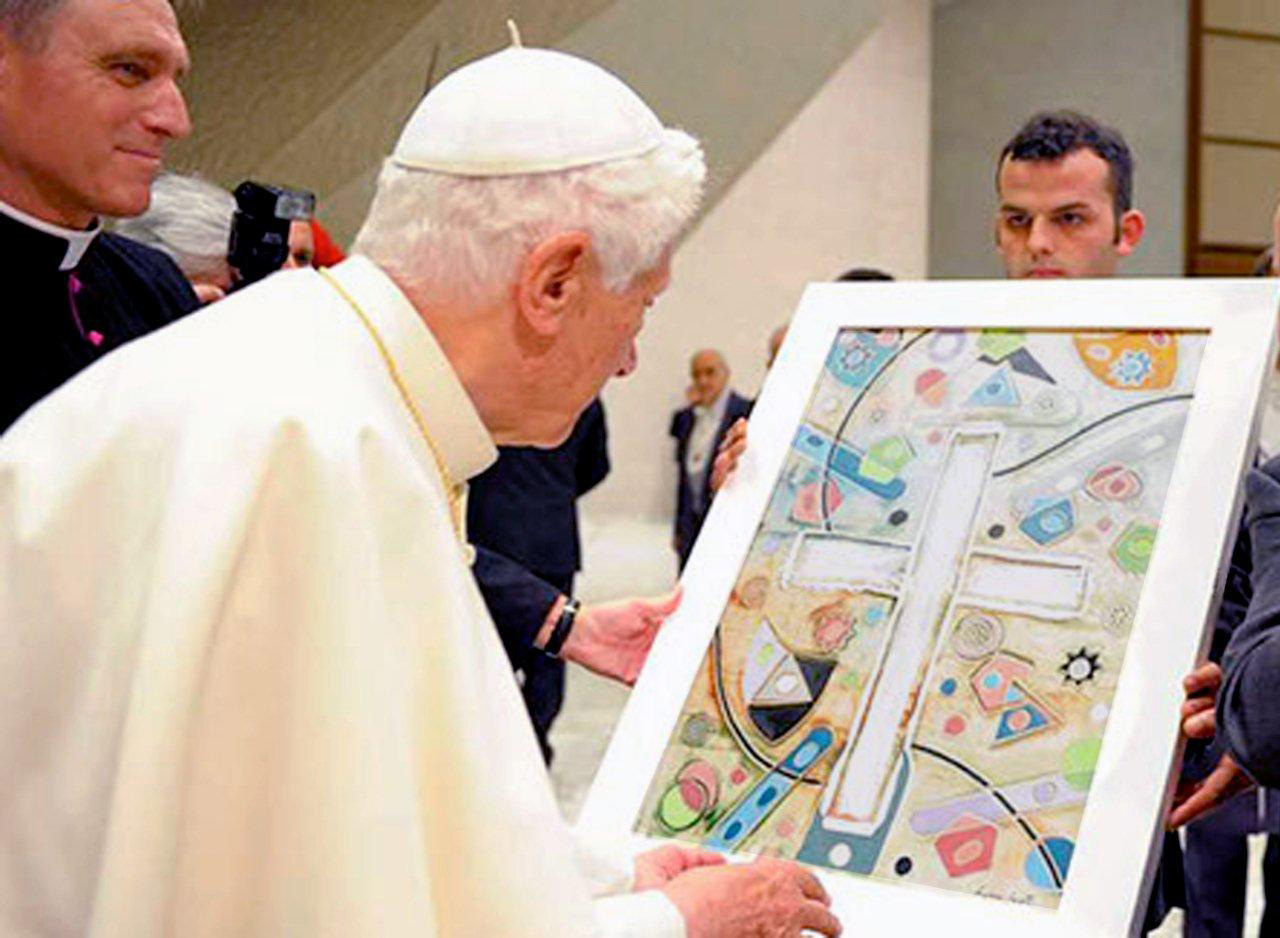
Vatican, 28 novembre 2012 - Le Pape Benoît XVI reçoit l'œuvre de Benetti « Hommage à Karol Wojtyla ».

Musées privés et institutionnels et collections d'art, qui ont acquis les œuvres d'Andrea Benetti :
- Collection d'art des Nations Unies (New York, États-Unis)[2]
- Collection d'art du Vatican ( Città del Vaticano ) [2]
- MACIA - Musée d'art contemporain italien en Amérique (San José - Costa Rica)[24]
- Collection d'art du Quirinal ∙ Présidence italienne de la République (Rome - Italie)[2]
- Palazzo Montecitorio, Parlement italien, Chambre des députés (Rome - Italie)[25]
- Collection d'art de l'Université de Ferrare (Ferrare - Italie)[26]
- Collection d'art de l'Université de Bari (Bari - Italie)[27]
- Mambo, Musée d'Art Moderne de Bologne (Bologne - Italie)[28]
- Museion, Musée d'art moderne et contemporain de Bolzano (Bolzano - Italie)[29]
- CAMeC - Camec, Centre d'Art Moderne et Contemporain - (La Spezia - Italie)[30]
- Musée FP Michetti (Francavilla al Mare - Italie) [31]
- Musée d'art contemporain Osvaldo Licini (Ascoli Piceno - Italie)[32]
- Collection d'art de la municipalité de Lecce (Lecce - Italie)[33]

## Prix
- Prix Nettuno d'Oro de la ville de Bologne, 2020 [34].

## Bibliographie

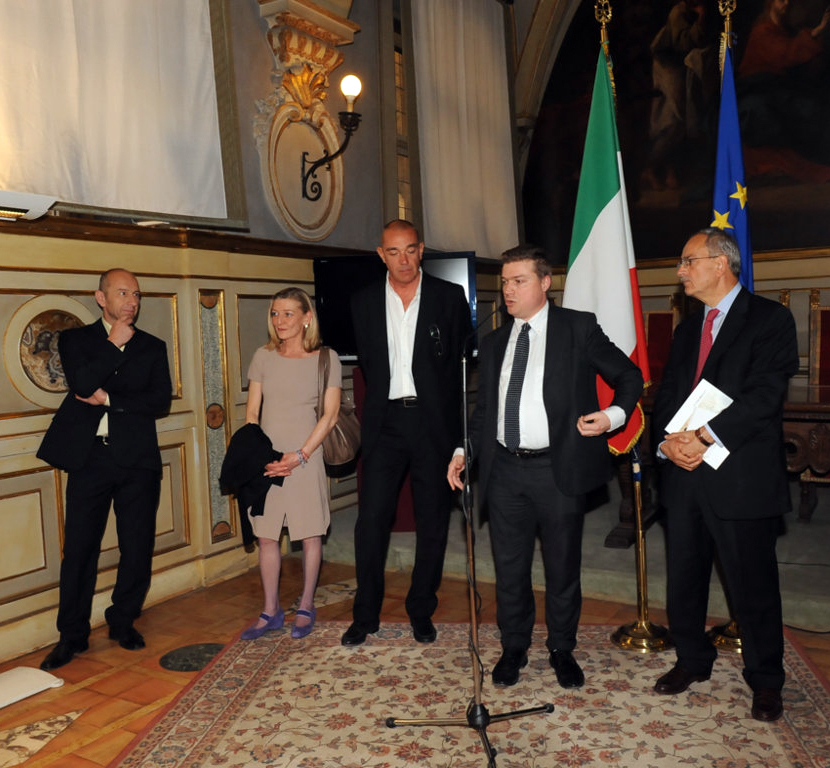
Prof. M. Peresani, prof. S. Grandi, A. Benetti à l'exposition créée par Andrea Benetti, intitulée VR60768 - figure anthropomorphe, installée à la Chambre des Députés.